# Nielle des blés
Agrostemma githago
Pour les articles homonymes, voir Nielle.
Espèce
La nielle des blés (Agrostemma githago), est une espèce de plantes herbacées annuelles de la famille des Caryophyllaceae. Cette plante commensale des champs de céréales, dispersée par l'action humaine sur tous les continents du globe, est actuellement en voie de raréfaction.

## Description

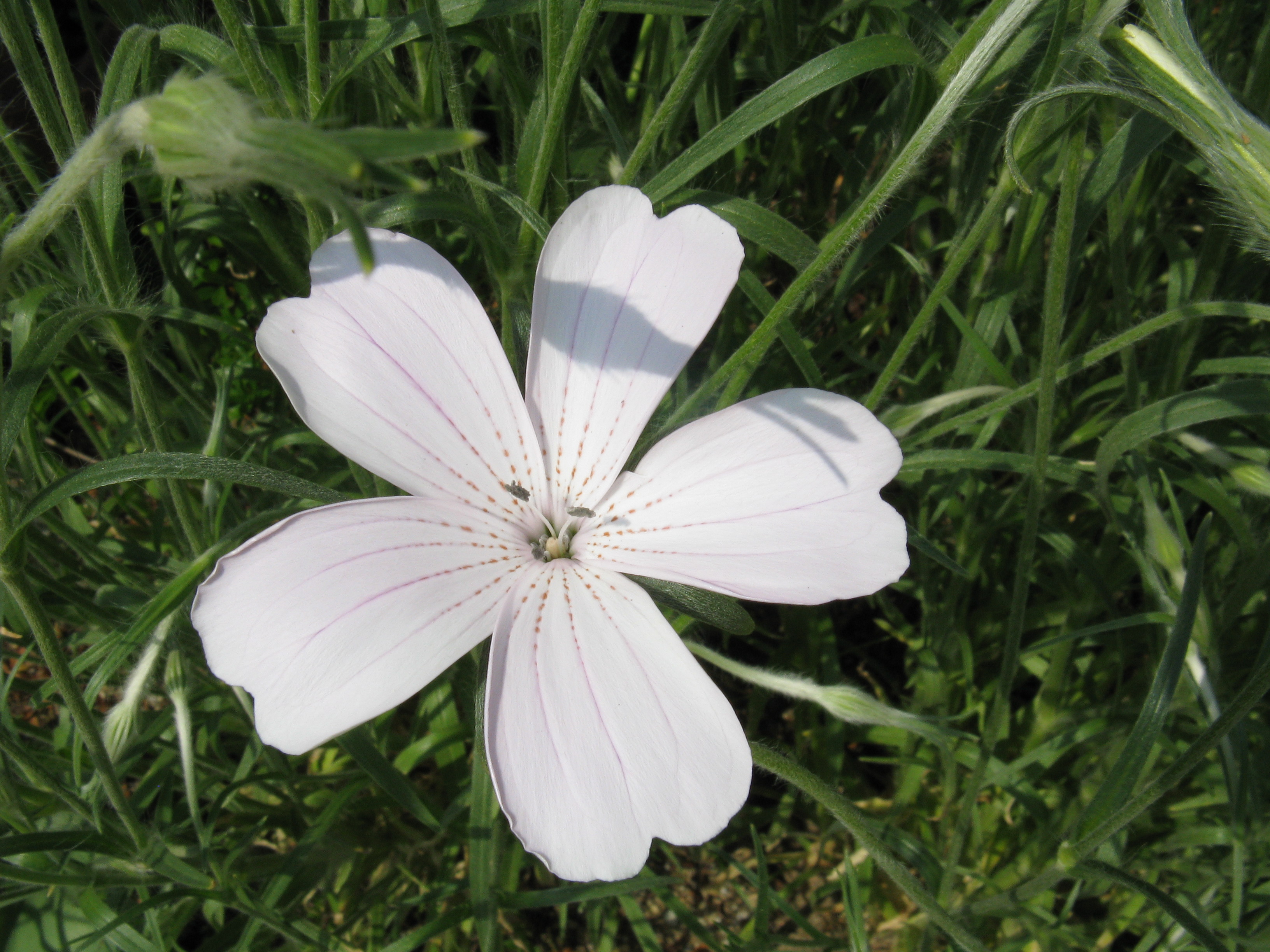
Fleur d'une variété blanche de nielle des blés

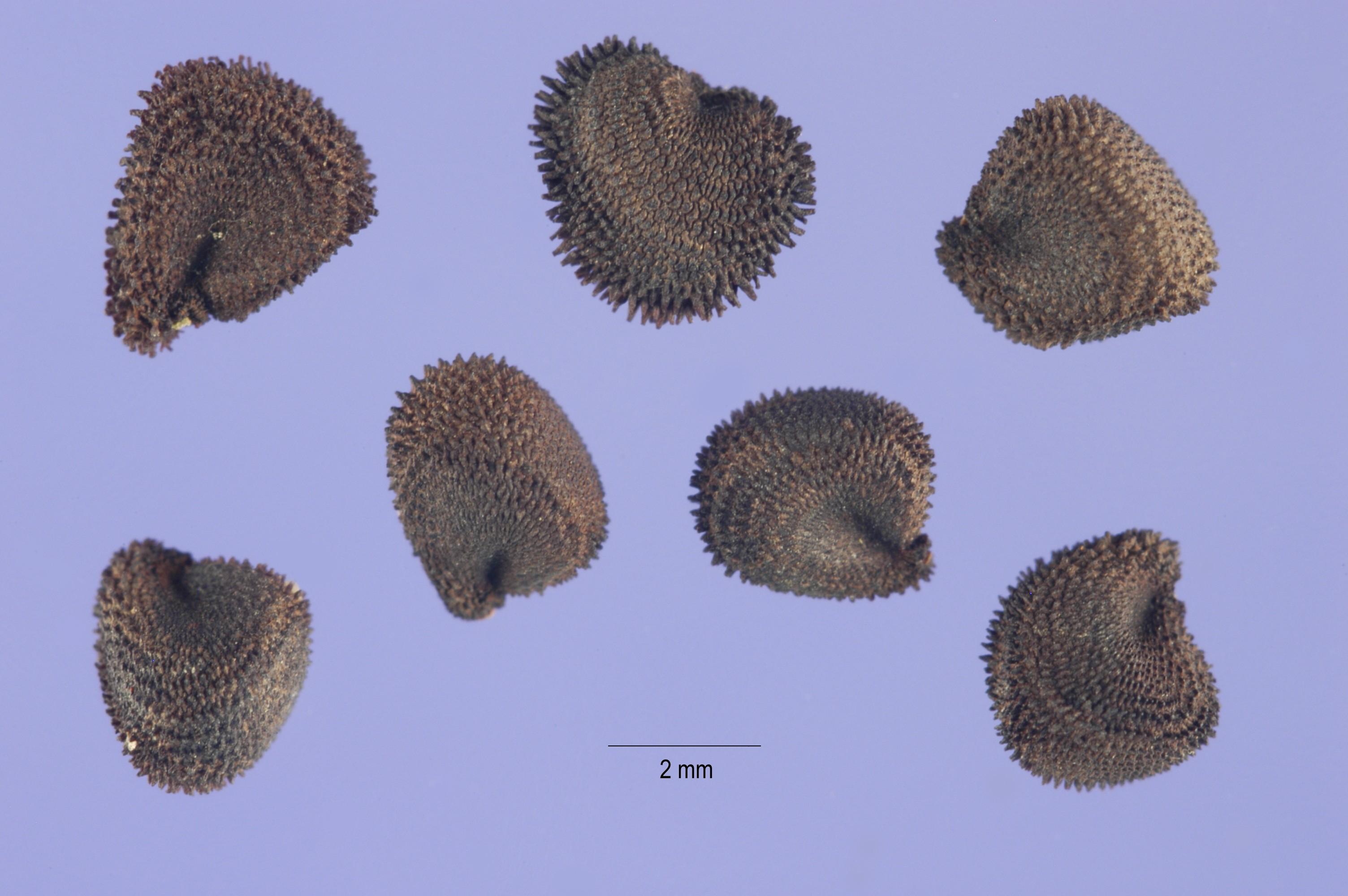
Graines de nielle des blés, grossies 12,5 fois

### Appareil végétatif
Cette plante herbacée annuelle mesure entre 30 et 100 cm de hauteur. Une grande partie de la plante est couverte de poils gris et soyeux, plus denses sur les feuilles et encore plus sur les parties florales. La tige, à port dressé, peut se ramifier dans sa partie supérieure. Les feuilles sont sessiles et de forme linéaire ou étroitement lancéolée. Chaque feuille présente une nervure médiane plus visible que les autres, et mesure de 40 à 130 mm de longueur pour seulement 5 à 10 mm de largeur.

### Appareil reproducteur
La floraison a lieu entre avril et juin, la fructification entre juillet et septembre, selon la localisation et les conditions climatiques.
L'inflorescence est une cyme bipare. Les fleurs pédonculées, généralement pourpres mais parfois blanches, mesurent environ 3 cm de diamètre. Le calice, qui forme à la base un tube renflé, mesure de 3 à 7 cm de longueur totale. Le tube de 1,2 à 1,5 cm de longueur est prolongé par cinq longs sépales foliacés libres, plus longs que les pétales. La corolle est constituée de cinq pétales libres de 1,4 à 1,8 cm de longueur. Ces pétales, émarginés au sommet, peuvent être entièrement blancs, mais le plus souvent, leur onglet est blanc rosé et leur lame d’un rose pourpré devenant plus intense sur le limbe. Quelle que soit la couleur du pétale, ses cinq nervures sont localement sombres, ce qui forme des stries longitudinales plus ou moins visibles et continues. La pollinisation est entomophile.
Le fruit est une capsule de forme ovoïde, de 1,2 à 1,8 cm de long. Les graines grises à noires mesurent de 2,2 à 3,0 mm de largeur pour 2,9 à 3,5 mm de longueur. Réniformes, elles sont couvertes de tubercules pointus.
La nielle des blés possède 2n = 48 chromosomes.

## Habitat et répartition
Elle est originaire d'Europe, d'Asie tempérée et d'Afrique du Nord. Après une dissémination par hémérochorie, son aire de répartition est devenue cosmopolite ; elle a en effet été introduite sur tous les continents du globe, notamment en Amérique du Nord et du Sud, dans la partie sud de l'Afrique, en Australie et dans certaines îles du Pacifique comme la Nouvelle-Zélande.
L'espèce est présente dans tout le bassin méditerranéen.
Elle pousse dans les champs de céréales, ainsi que dans les prés et sur les bords de route, en compagnie de graminées. Elle est une des plantes citées par Natura 2000 comme commensales caractéristiques de cultures extensives, notamment de céréales.
Elle fait partie des espèces végétales menacées de France métropolitaine et fait l'objet de mesures de protection dans les régions Limousin et Alsace (Article 1).

## Toxicité
Cette plante messicole (adventice des céréales) était redoutée à cause de la toxicité de ses graines noires et anguleuses. Elles contiennent des saponines qui sont toxiques pour les animaux (notamment le bétail et les oiseaux) comme pour l'humain (propriétés hémolytiques et paralysantes, sources de méfaits lorsque la plante se retrouve dans les farines). Les feuilles et la tige sont également toxiques.

## Systématique et nomenclature

### Étymologie
Agrostemma vient du grec « αγρος », le champ, et στεμμα, la couronne. Il s'agit donc de la « couronne des champs », du fait de la beauté de la fleur. githago pourrait provenir de l'hébreu « khitah » qui désignerait le froment, du fait de la ressemblance de ses graines, pourtant noires, avec les grains du blé.

### Taxonomie
Cette espèce a été scientifiquement décrite pour la première fois par Carl von Linné en 1753, dans le volume 1 de son Species plantarum. Le naturaliste italien Giovanni Antonio Scopoli en 1771 la décrit sous le nom Lychnis githago, mais cette appellation, considérée comme synonyme, n'a pas été retenue.

## La nielle des blés et l'homme
Cette espèce a été disséminée sur tous les continents du globe par l'homme, le plus souvent accidentellement, dans des lots de semences de céréales contaminés par les graines de nielle (hémérochorie).
Mais du fait des techniques agricoles modernes (tri mécanique des grains, herbicides spécifiques) qui ont permis son élimination progressive dans les champs cultivés de nombreux pays, elle est de plus en plus rare aujourd'hui.
Certaines variétés sont cultivées comme plante ornementale dans les jardins.